# إدوارد دايسون
إدوارد دايسون (بالإنجليزية: Edward Dyson)‏ هو صحفي وشاعر أسترالي، ولد في 1865، وتوفي في 1931 في ملبورن في أستراليا.